# RAF Mount Pleasant

i7
i11
i13
Die Royal Air Force Station Mount Pleasant (IATA-Code: MPN, ICAO-Code: EGYP), kurz RAF Mount Pleasant, ist ein militärisch und zivil genutzter Flugplatz auf Ostfalkland.
Der Flugplatz der Royal Air Force wurde 1985 eröffnet und hat zwei asphaltierte Pisten. Sein Name stammt vom etwa drei Kilometer nördlich gelegenen Höhenzug gleichen Namens.

## Nutzung

### Royal Air Force
Die hier stationierten Schwärme (engl. „Flight“) unterstehen dem 905. Geschwader (No. 905 Expeditionary Air Wing):
- No. 1310 Flight: Den Drehflügler-Truppentransport stellen anstelle der Sea Kings (siehe auch unten) seit Anfang Juli 2016 2 Chinook sicher[1].
- No. 1312 Flight:  Lange Zeit waren auf dem Flughafen Transport- und Tankflugzeuge des Typs Vickers VC10 K4 stationiert; vor der Außerdienststellung im September 2013 verließ Ende August 2013 die letzte Maschine des Typs Mount Pleasant. Übergangsweise stationierte die RAF bis Februar 2014 eine Tristar K1 und anschließend eine Voyager KC2 zu diesem Zweck. Seit dem 1. April 2018 ist eine Atlas C1 fester Bestandteil des Flights und löste die bisher dort stationierte Hercules ab.[2]
- No. 1435 Flight: Im Oktober 2009 wurden die zur Luftverteidigung eingesetzten Tornado F3 durch 4 Typhoon FGR4 ersetzt[3].

### Bristow Helicopters
Die zum Truppentransport, aber insbesondere für SAR-Aufgaben eingesetzten Sea King-Hubschrauber der RAF wurden nach über drei Jahrzehnten Dienstzeit auch im Südatlantik zum 1. April 2016 durch Rettungshubschrauber eines privaten Konsortiums abgelöst. Die Firma British International Helicopter Services hat je zwei Sikorsky S-61 und AgustaWestland AW189 auf den Falklands stationiert.

### Antarktis-Flüge
Am 1. Februar 2021 landete ein Lufthansa-Airbus A350 aus Hamburg kommend, um Forscher in die Antarktis zu befördern. Nach der Landung mussten die Piloten wegen der COVID-19-Pandemie in Quarantäne.

### Dortige Einrichtungen
Auf Mount Pleasant befinden sich außerdem, gut nutzbar für die dort stationierten Soldaten, eine Feuerwache; den „RAF Fire and Rescue Service“ und das Bauunternehmen „Blue Goose Construction Ltd“. Der Mount Pleasant Complex verfügt des Weiteren über eine große Auswahl an sozialen und sportlichen Einrichtungen, darunter ein Fitnessstudio, ein Schwimmbad, ein Golfplatz, ein Tauchzentrum, Kartrennen, Laser Quest, eine Bibliothek, ein Kino, Bowling, eine Kletterwand sowie Innen- und Außensportplätze. Seit August 2010 gibt es dort den einzigen Cricketplatz auf den Falklandinseln. Es gibt zwei NAAFI-Geschäfte, eine NAAFI-Bar, ein Costa Coffee Café, Friseure, ein medizinisches Zentrum und ein Bildungszentrum auf der Basis. Es gibt auch einen Komplex mit einem kleinen Laden, der der Falkland Islands Comp gehört und von ihr betrieben wird. Alle Einrichtungen werden von den Falklandinseln und dem Vereinigten Königreich betrieben.